# Бейкер, Ширли Вальдемар
Преподобный Ширли Вальдемар Бейкер (1836 — 16 ноября 1903) — веслеянский миссионер, политический деятель, премьер-министр королевства Тонга.

## Биография
Бейкер родился в Лондоне, Англии в семье из Девоншира. Он изучал медицину, но в 1852 году безбилетником отправился в Австралию. Он работал на ферме, шахтером и помощником аптекаря на золотых приисках в Виктории. Вскоре Бейкер решил стать миссионером и в 1860 году был рукоположен и направлен на Тонга в составе Австралийской миссии.

## Жизнь на Тонга
Бейкер появился в королевстве в 1860 году и оставался здесь до 1890 года. Первой заботой Бейкера было укрепление власти короля. В 1862 году был издан закон, согласно которому «все вожди и народ фактически освобождаются от всякого рода крепостной зависимости и всякого вассалитета». Ликвидировав таким образом независимость и традиционную самостоятельность вождей внутри их округов. Вожди и рядовые общинники становились равными перед законом, общинники освобождались от принудительного труда на вождей и получали права на частную собственность. Был основан парламент в котором в разных пропорциях были представлены и знать и рядовые граждане.

## Последующая судьба
Бейкер жил в Окленде в течение нескольких лет, но во время экономического спада понес большие убытки. Бейкер совершил короткий визит на Тонга в 1897 году. Вторично он прибыл на острова в 1900 году, где и умер 16 ноября 1903 года. Похоронен в Пангаи на островной группе Haapai .